# Tyspanodes exathesalis
Tyspanodes exathesalis là một loài bướm đêm trong họ Crambidae.